# Estadio Monumental de Maturín
Het Estadio Monumental de Maturín is een multifunctioneel stadion in Maturín, een plaats in Venezuela. Het stadion wordt vooral gebruikt voor voetbalwedstrijden, de voetbalclub Monagas Sport Club maakt gebruik van dit stadion. In het stadion is plaats voor 51.796 toeschouwers.

## Historie
Het stadion werd geopend op 17 juni 2007 met een vriendschappelijke wedstrijd tussen Venezuela en Hongarije. Daarna kon het stadion gebruikt worden voor de Copa América 2007. Dat toernooi werd van 26 juni tot en met 15 juli 2007 in Venezuela gespeeld en dit stadion werd gebruikt als 1 van de 12 stadions. Op dit toernooi werden 3 wedstrijd gespeeld, waarvan 2 in de groepsfase. De laatste wedstrijd was de kwartfinale tussen Mexico en Paraguay. In 2009 werd het stadion weer gebruikt op een internationaal toernooi. Dit keer ging het om het Zuid-Amerikaans kampioenschap voetbal onder de 20 jaar. Dat toernooi was van 19 januari tot en met 19 8 februari in Venezuela en in dit stadion waren 10 groepswedstrijden en nog 2 wedstrijden in de finalegroep.
| № | Datum       | Wedstrijd         | Uitslag | Toernooi                        | Toeschouwers |
| - | ----------- | ----------------- | ------- | ------------------------------- | ------------ |
| 1 | 1 juli 2007 | Brazilië – Chili  | 3 – 0   | Copa América 2007 – groepsfase  | 52.000       |
| 2 | 1 juli 2007 | Mexico – Ecuador  | 2 – 1   | Copa América 2007 – groepsfase  | 52.000       |
| 3 | 8 juli 2007 | Mexico – Paraguay | 6 – 0   | Copa América 2007 – kwartfinale | 52.000       |

## Afbeeldingen

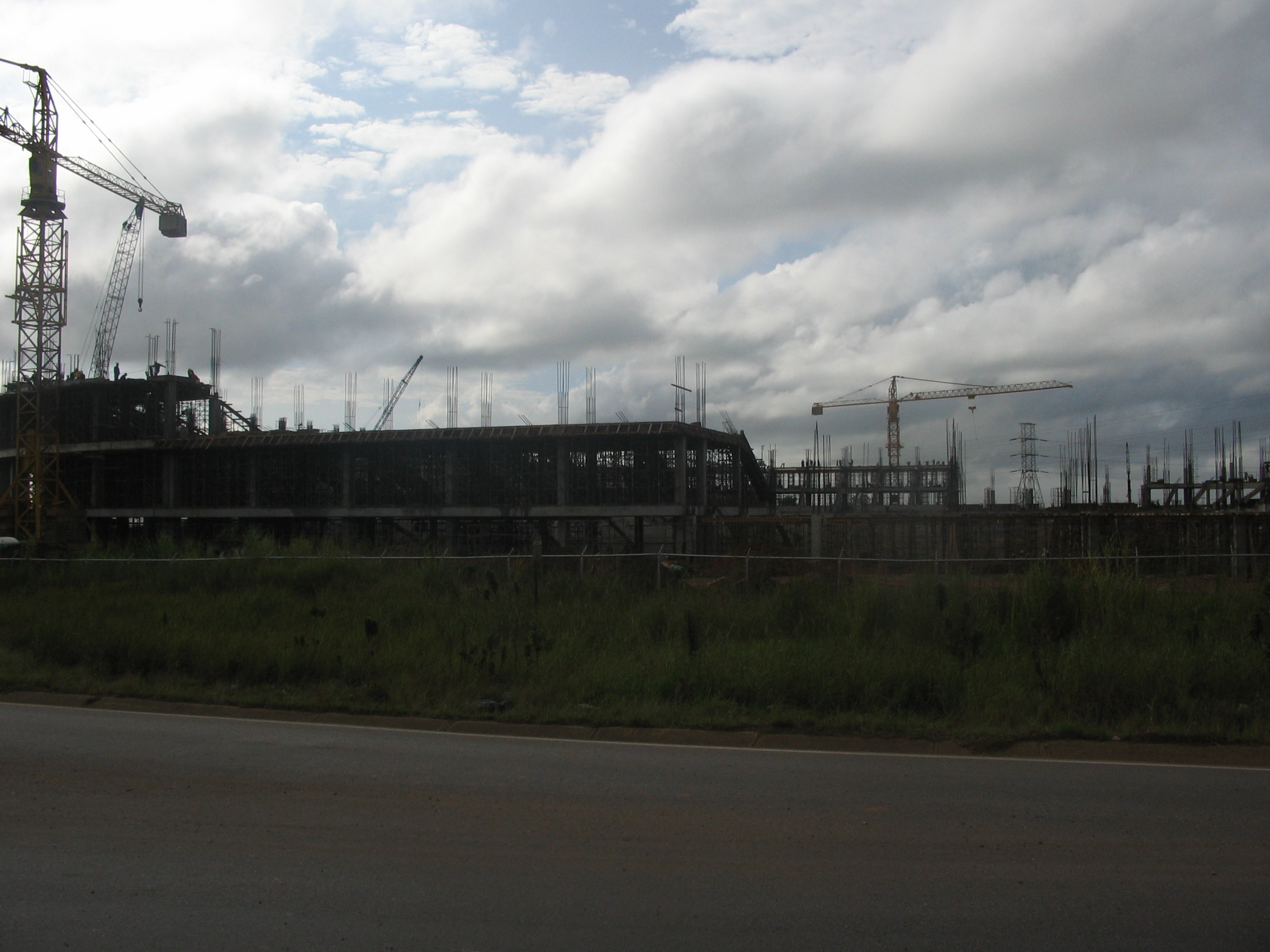
Foto gemaakt tijdens de bouw van het stadion in januari 2007.
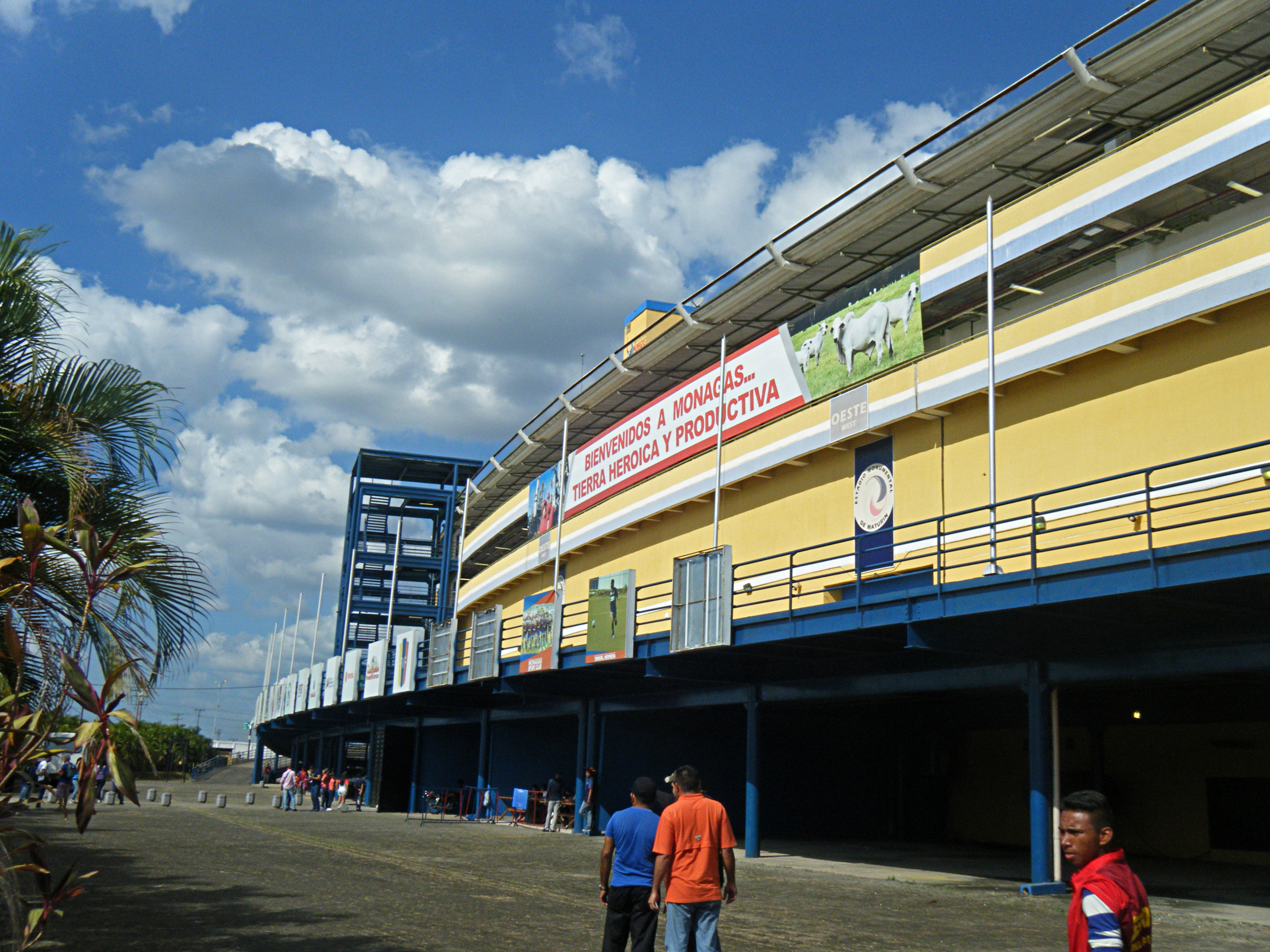
Het stadion van de buitenkant gezien.
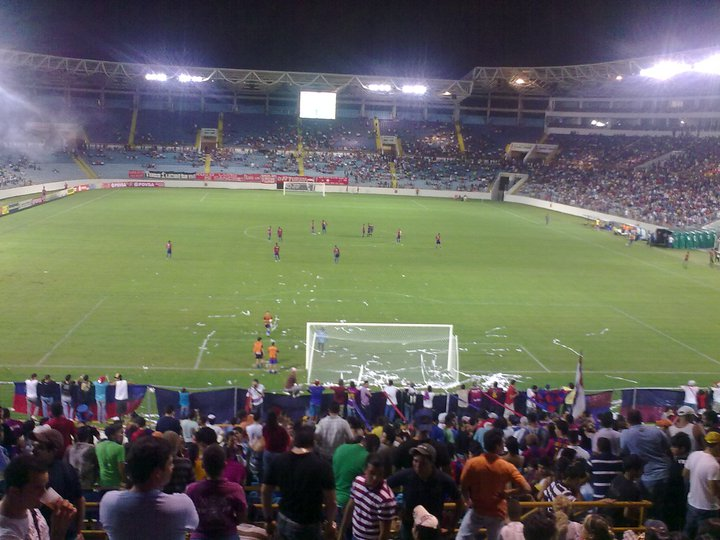
Het stadion tijdens een wedstrijd.